# Salix hookeriana
Salix hookeriana är en videväxtart som beskrevs av Joseph Barratt. Salix hookeriana ingår i släktet viden, och familjen videväxter. Inga underarter finns listade i Catalogue of Life.

## Bildgalleri

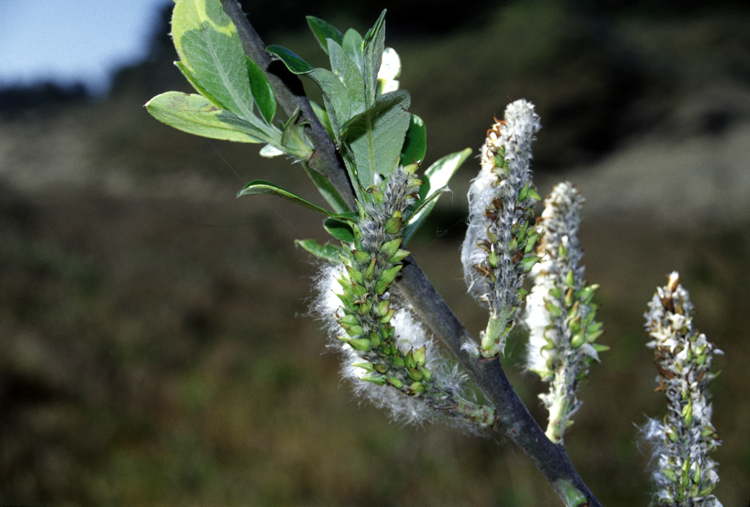